# Hypocala bohemani
Hypocala bohemani is een vlinder uit de familie spinneruilen (Erebidae). De wetenschappelijke naam is voor het eerst geldig gepubliceerd in 1856 door Wallengren.
De soort komt voor in tropisch Afrika.